# 유라 보리소프
유라 보리소프(러시아어: Юра Борисов, 1992년 12월 8일 ~ )는 러시아의 배우이다.

## 출연 작품
- 6번 칸 (2021)
- 페트로프스 플루 (2021)
- 볼코노고프 대위 탈출하다 (2021)
- 아노라 (2024)